# Медаль Бенджаміна Франкліна
Медаль Бенджаміна Франкліна (англ. Benjamin Franklin Medal) або Нагороди Інституту Франкліна (англ. Franklin Institute Awards) — набір медалей за наукові й технічні досягнення, що вручається з 1998 року Інститутом Франкліна (Філадельфія, штат Пенсільванія, США).
Починаючи з 1998 року нагороди, які вручалися цим інститутом протягом десятиліть та були названі на честь різних вчених стали називати «Медаль Бенджаміна Франкліна» або «Нагороди Інституту Франкліна».
На даний момент щороку нагородження відбувається в семи номінаціях: 'хімія', 'комп'ютерні і когнітивні науки', 'науки про Землю і екологія', 'електротехніка', 'біологія', 'машинобудування і матеріалознавство', 'фізика. Іноді відзначаються фахівці, що домоглися успіху в суміжних областях, наприклад будівництві висотних будівель (приз «Інженерна справа»).
Раніше, до встановлення єдиної Медалі Бенджаміна Франкліна, з 1915 по 1997 роки Інститутом Франкліна за наукові і технічні досягнення присуджували престижну Медаль Франкліна (англ. Franklin Medal).

## Лауреати
| Рік  | Лауреат                                            | Номінація                                | Обґрунтування нагороди |
| ---- | -------------------------------------------------- | ---------------------------------------- | --- |
| 1998 | Емануель Десюрвір, Девід Ніл Пейн                  | Інженерна справа                         | За фундаментальний внесок і лідерство в розробці EDFA і успіх проєкту. |
| 1998 | Роберт Лафлін, Денієл Цуї, Горст Штермер           | Фізика                                   | Цуї і Штермер нагороджуються за пояснення експериментів з дробового квантового ефекту Холла виявлення кореляцій в двовимірних системах електронів, Лафлін нагороджується за теоретичне формулювання дробового квантового ефекту Холла, що виявило зовсім новий квантовий стан висококорельованого двовимірного електронного газу в магнітному полі. |
| 1998 | Стенлі Прузінер                                    | Біологія                                 | За відкриття і пояснення експериментів з пріонами, новому класу патогенів, які викликають руйнування головного мозку, що дозволило зрозуміти епідемію губчастої енцефалопатії великої рогатої худоби (коров'ячого сказу) у Великій Британії та її можливу передачу людині. |
| 1998 | Ахмед Хассан Зевейл                                | Хімія                                    | За застосування надшвидких лазерів для дослідження хімічних реакцій, що посприяло формуванню нової галузі досліджень під назвою «фемтохімія». |
| 1999 | Ноам Чомскі                                        | Комп'ютерні та когнітивні науки          | За внески у лінгвістику та їх вплив на інформатику, пояснення процесів мислення людини. |
| 1999 | Дуглас Енгельбарт                                  | Комп'ютерні та когнітивні науки          | За видатний внесок у апаратне та програмне забезпечення, що призвів до революції у людино-машинній взаємодії. |
| 1999 | Волтер Камінскі                                    | Хімія                                    | За відкриття, пов'язані з практичним застосуванням металоценового каталізу у формуванні поліолефінових полімерів. |
| 1999 | Баррі Джеймс Маршалл                               | Біологія                                 | За роботу по ідентифікації ролі бактерії Helicobacter pylori, розуміння появи виразок. |
| 1999 | Джон Мазер                                         | Фізика                                   | За його підхід і керування експериментами, що підтвердили спектр реліктового випромінювання після Великого вибуху. |
| 1999 | Річард Шортхілл                                    | Комп'ютерні та когнітивні науки          | За піонерські дослідження в галузі волоконної оптики. |
| 1999 | Акіра Тономура                                     | Фізика                                   | За розвиток автоелектронних емітерів високої яскравості, електронного голографічного інтерференційного мікроскопа високої роздільної здатності та переконливе підтвердження ефекту Ааронова — Бома про залежність векторного потенціалу від фази електронних хвиль. |
| 1999 | Віктор Валі                                        | Комп'ютерні та когнітивні науки          | Експериментальна демонстрація волоконно-оптичного гіроскопа. |
| 2000 | Джон Кок                                           | Комп'ютерні та когнітивні науки          | За розробку набору команд RISC, який привів до революції в архітектурі комп'ютерів. |
| 2000 | Карл Віман, Вольфганг Кеттерле, Ерік Корнелл       | Фізика                                   | За епохальне експериментальне підтвердження передбачення Бозе і Ейнштейна (1925), які стверджували, на підставі теоретичних міркувань, що розріджений газ може конденсуватися у великі квантово-механічні системи і демонструвати властивості, які зазвичай зустрічаються тільки на атомному чи молекулярному рівні. |
| 2000 | Денбі Гордон, Джеймс Пауелл                        | Машинобудування та матеріалознавство     | За винахід нової магнітно-левітуючої системи поїзда з використанням надпровідних магнітів і подальшу роботу в галузі. |
| 2000 | Евіл Горем                                         | Науки про Землю та довкілля              | За основоположні внески в розуміння способів взаємодії рослин з їх навколишнім середовищем, використання цього знання для вимірювань впливу на склад повітря, ефектів впливу складу повітря на рослини і навколишнє середовище в цілому. |
| 2000 | Роберт Граббс                                      | Хімія                                    | За різноманітні основоположні внески в значне просування і розширення області метатезису олефінів, унікальний процес розриву і створення вуглець-вуглецевий зв'язок, який значно розширив можливості хіміків зі створення широкого кола ліків та інших корисних складних молекул, поліпшених каучуків і пластмас для лабораторних і промислових застосувань. |
| 2000 | Антуан Лабері                                      | Електротехніка                           | За винахід спекл-інтерферометрії, яка дозволяє великим наземним астрономічним телескопам досягти повної величини теоретичних кутових дозволів, і за новаторську роботу в розширенні методу Майкельсона. |
| 2001 | Джуда Фолкман                                      | Біологія                                 | За створення напрямку досліджень під назвою «Ангіогенез». |
| 2001 | Алан Гут                                           | Фізика                                   | За представлення інфляційної моделі Всесвіту. |
| 2001 | Марвін Мінський                                    | Комп'ютерні та когнітивні науки          | За розробку концептуальної моделі мозку, штучного інтелекту. |
| 2001 | Баррі Шарплесс                                     | Хімія                                    | За розвиток хімії каталітичного окислення з належною неупередженістю. |
| 2001 | Роб Ван дер Ву                                     | Науки про Землю та довкілля              | За внесок у розвиток в галузі палеомагнетизму та реконструкцію положення континентів. |
| 2001 | Бернард Відроу                                     | Електротехніка                           | За піонерську роботу з адаптивної обробки сигналів; алгоритм побудови фільтрів за методом найменших квадратів. |
| 2002 | Норман Аллінджер                                   | Хімія                                    | За новаторську роботу в галузі обчислювальної хімії, його основний внесок в розвиток молекулярної механіки серії силових полів, їх широко поширене застосування до фундаментального розуміння молекулярної структури і енергетики, та їх впровадження як важливого інструменту для практикуючих хіміків. |
| 2002 | Мері-Делл Чилтон                                   | Біологія                                 | За ключові відкриття та різнобічні внески у розвиток Ti-плазміду Agrobacterium tumefaciens як основної векторної системи для генної інженерії рослин. |
| 2002 | Суміо Іідзіма                                      | Фізика                                   | За відкриття і освітлення атомної структури і гвинтовий характер багатостінних і одностінних вуглецевих нанотрубок, які зробили величезний вплив на швидко зростаючі галузі нанотехнологій, наноелектроніки, фізики конденсованого стану та матеріалознавства. |
| 2002 | Сюдзі Накамура                                     | Інженерна справа                         | За його фундаментальні вклади в оптоелектронну технологію нітриду галію, яка призвела до розвитку синього/фіолетового лазерних діодів і у створенні світлодіодів високої яскравості. Ці пристрої поліпшили сьогоднішню технологію і мають потенціал для революції в індустрії освітлення. Успіх д-ра Накамура в епітаксії нітриду галію призвів до початку досліджень у всьому світі в галузі напівпровідникових технологій нітриду галію. |
| 2002 | Александра Навроцки                                | Науки про Землю та довкілля              | За широкий спектр досягнень у кристалохімії, вагомий внесок в галузі енергії зв'язків, дослідження кераміки і матеріалів, хімічних рівноваг, геології, петрології мантії та термодинаміці. Наприклад, її висновки переконливо вказали на склад матеріалів на глибині в сотні кілометрів під поверхнею Землі, недоступних для безпосереднього спостереження. |
| 2002 | Люсі Сучмен                                        | Комп'ютерні та когнітивні науки          | За фундаментальний внесок у етнографічний аналіз, розмовний аналіз (Conversation analysis) та спільні проєктні методи (Participatory design) для розробки інтерактивних комп'ютерних систем. Її методи розробки систем змінили парадигму проєктування інтерактивних систем. |
| 2003 | Бішну С. Атал                                      | Електротехніка                           | За важливу роботу в галузі кодуванні мови, включаючи концепцію кодування «аналіз мови через синтез», що привела до створення кодера CELP. |
| 2003 | Джон Норріс Бакалл, Раймонд Девіс, Масатосі Косіба | Фізика                                   | За роботу, що привела до розуміння процесу випромінювання нейтрино з Сонця. |
| 2003 | Джейн Гудолл                                       | Біологія                                 | За новаторські дослідження шимпанзе. |
| 2003 | Робін Хохштрассер                                  | Хімія                                    | За новаторські розробки надшвидкої і багатовимірної спектроскопії, та їх застосування для отримання фундаментального розуміння на молекулярному рівні динаміки в складних системах (конденсованих фаз і біомолекул), у тому числі передача енергії в твердих тілах, механізмів реакцій в рідких розчинах, прив'язка малих молекул до гемоглобіну і спостереження за структурними змінами в білках. |
| 2003 | Джон Маккарті                                      | Комп'ютерні та когнітивні науки          | За внесок в базові дисципліни штучного інтелекту і інформатики, включаючи розробку мови LISP, розробку інтерактивного програмування з поділом часу і ключові розробки з використання формальної логіки для «загальних міркувань». |
| 2003 | Норман А. Філліпс, Джозеф Смагорінски              | Науки про Землю та довкілля              | За великий внесок у прогнозування погоди та клімату за допомогою чисельних методів. Їх основоположні і піонерські дослідження привели до появи перших комп'ютерних моделей погоди і клімату, а також до розуміння загальної циркуляції атмосфери, в тому числі переносу тепла і вологи, які визначають клімат Землі. |
| 2003 | Чарлз Торнтон                                      | Інженерна справа                         | За глибоке і творче використання загальних структурних елементів у дизайні висотних будівель, яке включає власне найвищий будинок у світі, за його провідну роль у дослідженнях руйнування будівельних конструкцій, пов'язаних з переведенням цих досліджень руйнувань в уроки для розробки безпечних конструкцій, а також за його невтомні зусилля з мотивації школярів робити кар'єру в галузі проєктуванні будинків і споруд, архітектурі та будівельній промисловості. |
| 2004 | Роджер Бейкон (матеріалознавець)                   | Машинобудування та матеріалознавство     | За фундаментальні дослідження в області виробництва графітових волокон та визначення їх мікроструктури і властивостей, за його новаторські зусилля з розвитку у виробництві перших у світі високоміцних вуглецевих волокон з використанням віскозних прекурсорів, і за його внесок у розвиток вуглецевих волокон з альтернативних вихідних матеріалів. |
| 2004 | Гаррі Б. Грей                                      | Хімія                                    | За новаторський внесок в області електронного переносу в металопротеїнах. |
| 2004 | Річард Карп                                        | Комп'ютерні та когнітивні науки          | За внесок у розуміння складності обчислень. Його робота допомагає програмістам знайти робочі процедури вирішення, уникаючи підходів, які б не змогли знайти рішення в розумні терміни. |
| 2004 | Роберт Меєр                                        | Фізика                                   | За творчий синтез теорії та експерименту, який поклав початок фундаментального наукового прогресу в галузі фізики конденсованих середовищ і розвитку рідкокристалічних дисплеїв. |
| 2004 | Роберт Ньюнхем                                     | Електротехніка                           | За винахід багатофазних п'єзоелектричних перетворювачів та їхньої просторової архітектури, яка зробила революцію в області акустоскопії. |
| 2005 | Елізабет Блекберн                                  | Біологія                                 | За прорив у розумінні захисної ролі теломерів, що допомогло краще зрозуміти процеси старіння і раку. |
| 2005 | Аравінд Джоші                                      | Комп'ютерні та когнітивні науки          | За фундаментальний внесок у наше розуміння того, як мова представлена в мозку, а також за розробку методів, які дозволяють комп'ютерам ефективно обробляти широкий спектр людських мов. Ці досягнення призвели до нових методів машинного перекладу. |
| 2005 | Йоїтіро Намбу                                      | Фізика                                   | За новаторський внесок у сучасне розуміння субатомних частинок. Його робота зробила революцію в уявленнях про природу власне фундаментальних частинок та простору, через які вони рухаються. |
| 2005 | Пітер Вейл                                         | Науки про Землю та довкілля              | За піонерські та новаторські ідеї для використання сейсмічних досліджень (метод відбитих хвиль) для виявлення послідовності підземних шарів породи, що значно посилює розвідку нафтоносних пластів. |
| 2005 | Ендрю Вітербі                                      | Електротехніка                           | За розробку та реалізацію сучасних космічних і бездротових комунікаційних систем, у тому числі стільникового телефонного зв'язку та цифрової передачі зображень з далеких куточків Сонячної системи. Крім того, Вітербі відіграв провідну роль у розвитку технології CDMA. |
| 2006 | Рей В. Клаф                                        | Інженерна справа                         | За революційні нововведення в галузі інженерних та наукових обчислень, за інноваційне лідерство в застосуванні методу до галузі сейсмостійкого будівництва. |
| 2006 | Семюел Данішефски                                  | Хімія                                    | За досягнення в галузі синтетичної органічної хімії, зокрема за розвиток методів отримання складних речовини, що зустрічаються в природі, і їх нове застосування при лікуванні раку. |
| 2006 | Луна Леополд, Марклі Гордон Волман                 | Науки про Землю та довкілля              | За пояснення того, як діяльність природи та людини впливає на ландшафт. Їх внесок становить основу сучасного управління водними ресурсами та екологічної оцінки. |
| 2006 | Доналд Норман                                      | Комп'ютерні та когнітивні науки          | За розвиток галузі дизайну орієнтованого на користувача, розвиток технологій, зручних для використання. |
| 2006 | Фернандо Ноттебом                                  | Біологія                                 | За відкриття нейронів заміни в дорослих хребетному мозку дорослих, розробку механізму, а також за абсолютно новий підхід до питання лікування травми мозку та дегенеративних захворювань. |
| 2006 | Джачинто Сколс, Ян Петер Тенніс                    | Фізика                                   | За розвиток нових методів дослідження молекул. Їх робота призвела до кращого розуміння надзвичайних властивостей надтекучого гелію, наприклад як його здатність протікати без тертя. |
| 2007 | Клаус Біманн                                       | Хімія                                    | За піонерські досягнення в розвитку хімічного аналізу засобами мас-спектрометрії і використання її для визначення структури складних молекул для потреб біології та медицини. |
| 2007 | Роберт Деннард                                     | Електротехніка                           | За винахід схеми пам'яті комп'ютера DRAM, яка була недорогою і досить швидкою, щоб створити потужні, доступні персональні комп'ютери. |
| 2007 | Мертон Флемінгс                                    | Матеріалознавство                        | За видатний внесок у розуміння фундаментальних та технологічних аспектів затвердіння сплавів металів, у тому числі наукових досліджень, що ведуть до розвитку нової галузі, відомої як напівтверда металообробка. |
| 2007 | Артур Б. Макдональд, Йодзі Тоцука                  | Фізика                                   | За вивчення сонячних та атмосферних нейтрино. |
| 2007 | Стівен Сквайрес                                    | Науки про Землю та довкілля              | За відкриття води на Марсі за допомогою «роботів-геологів» з міжпланетної місії Mars Exploration Rover, фундаментальні дослідження геології і кліматології Марса. Це призвело до значного прогресу в розумінні можливості життя на інших планетах і еволюції життя на Землі. |
| 2007 | Ненсі Векслер                                      | Біологія                                 | За життєво важливу роль у відкритті гена, відповідального за хворобу Гантінгтона. За зусилля у галузі молекулярної генетики та нейробіології людини. Тепер[коли?] модель доктор Векслер використовують для дослідження генетичної основи спадкових захворювань. |
| 2008 | Віктор Амброс, Дейвід Белком, Гері Равкін          | Біологія                                 | За відкриття малих РНК, які відключають гени. Їх новаторська робота ініціювала зміну парадигми способу регуляції генів і це розуміння робить можливим основні нові генетичні інструменти для фундаментальних досліджень, а також для поліпшення сільського господарства і здоров'я людини. |
| 2008 | Воллес Брокер                                      | Науки про Землю та навколишнє середовище | За піонерські дослідження, що ведуть до розуміння впливу океану на зміни клімату. Робота привела до успішної розробки комплексної картини циркуляції океану. |
| 2008 | Альберт Ешенмозер                                  | Хімія                                    | За дослідження походження структури нуклеїнових кислот. |
| 2008 | Дебора Джин                                        | Фізика                                   | За піонерські дослідження квантових властивостей ферміонів. |
| 2008 | Джуда Перл                                         | Комп'ютерні та когнітивні науки          | За створення першого загального алгоритму для обчислень, що дозволяє розкрити асоціацію та причинні зв'язки мільйонів спостережень. Робота зробила значний вплив у галузі штучного інтелекту і статистиці, та дозволила вирішити широке коло проблем в науці і техніці. |
| 2008 | Арун Пхадке, Джеймс Торп                           | Електротехніка                           | За піонерський внесок у розвиток і застосування мікропроцесорних контролерів в електроенергетичних системах. Ці пристрої синхронізовано знімають дані для моніторингу та захисту компонентів всієї енергосистеми, відіграють ключову роль у зниженні частоти і впливу відключень. |
| 2009 | Ружена Байчі                                       | Комп'ютерні та когнітивні науки          | За внесок у робототехніку та теорію комп'ютерного зору, зокрема створення методів поліпшення медичних зображень. |
| 2009 | Стівен Бенковіч                                    | Біологія                                 | За новаторський внесок у розуміння механізму дії ферментів, що беруть участь у реплікації ДНК. |
| 2009 | Дж. Фредерік Грассле                               | Науки про Землю та довкілля              | За піонерські дослідження, що привели до розуміння унікальних вперше знайдених екосистем поблизу жерл вулканів на морському дні, які живляться не сонячним світлом, а за рахунок енергії з надр Землі. |
| 2009 | Річард Дж. Роббінс                                 | Інженерна справа                         | За фантазію та майстерність в розробці потужної прохідницької машини і пов'язані з нею системи, внаслідок чого отримано безпечні, економічні та ефективні методи побудови тунелів. |
| 2009 | Джордж М. Вайтсайдс                                | Хімія                                    | За новаторські дослідження в галузі молекулярної самоорганізації та винахід швидких, інноваційних методів для недорогого виготовлення надмалих пристроїв для практичного використання. |
| 2009 | Лотфі Заде                                         | Електротехніка                           | За винахід і розвиток галузі нечіткої логіки, математичної системи, яка розглядає аспекти неоднозначності людської мови і мислення та вирішує проблеми в таких областях, як штучний інтелект та автоматизоване керування машинами. |
| 2010 | Девід Вайнленд, Хуан Ігнасіо Сірак, Петер Цоллер   | Фізика                                   | За теоретичне обґрунтування та експериментальну реалізацію першого пристрою, який виконує елементарні комп'ютер-логічні операції з використанням квантових властивостей окремих атомів. |
| 2010 | Шафі Голдвассер                                    | Комп'ютерні та когнітивні науки          | За фундаментальний внесок у теоретичні основи сучасної криптографії, що став основою методів, які можуть гарантувати безпечний доступ до Інтернету. |
| 2010 | Петер Новелл                                       | Біологія                                 | За відкриття, що зміни в хромосомах можуть викликати рак, і подальші дослідження, що привели до розробки терапії, яка зараз лікує 95 % людей з хронічною мієлоїдною лейкемією. |
| 2010 | Герхард Сесслер, Джеймс Едвард Вест                | Електротехніка                           | За винахід та розробку першого практичного електретного мікрофона, недорогого та досить малого, щоб поміститися в стільникових телефонах, цифрових камерах та інших портативних пристроях. |
| 2010 | Брайан Сполдінг                                    | Машинобудування та матеріалознавство     | За внесок у комп'ютерне моделювання течії рідини, впровадження обчислювальної гідродинаміки (CFD) у промисловості, що проклало шлях для широкого застосування CFD при проєктуванні об'єктів від літаків до серцевих клапанів. |
| 2010 | Джоан Штуббе                                       | Хімія                                    | За розкриття складних процесів захисту клітин від вільних радикалів, за розробки нових методів лікування раку, а також за поліпшення виробництва екологічно чистих біорозкладаних полімерів. |
| 2011 | Джон Роберт Андерсон                               | Комп'ютерні та когнітивні науки          | За розробку першої маштабної кількісної теорії процесу того, як люди сприймають інформацію, вчаться й розмірковують та застосування цієї теорії в системах комп'ютерного навчання. |
| 2011 | Джилліан Банфілд                                   | Науки про Землю та довкілля              | За відкриття базових принципів формування й зміни мінералів мікробами, що мають критичне значення для розуміння форми, складу й розподілу мінералів за наявності живих організмів. |
| 2011 | Нікола Кабіббо                                     | Фізика                                   | За фундаментальне пояснення процесу, за допомогою якого елементарні частинки розпадаються через слабкі взаємодії. |
| 2011 | Інгрід Добеші                                      | Електротехніка                           | За фундаментальні відкриття в області компактного представлення даних, що призвели до ефективного стиснення файлів зображень, що використовують у цифровій фотографії |
| 2011 | Дін Кеймен                                         | Машинобудування та матеріалознавство     | За винахідливість і фантазію у створенні механічних пристроїв, які приносять користь суспільству в цілому і, зокрема, дозволяють людям з обмеженими можливостями покращити якість життя та здоров'я. |
| 2011 | Кіріакос Коста Ніколау                             | Хімія                                    | За досягнення в галузі синтетичної органічної хімії, зокрема за розвиток методів отримання складних речовин, що зустрічаються в природі та мають потенціал застосування у медицині. |
| 2012 | Володимир Наумович Вапнік                          | Комп'ютерні та когнітивні науки          | За фундаментальний внесок у наше розуміння машинного навчання, який дозволяє комп'ютерам класифікувати нові дані, ґрунтуючись на статистичних моделях, отриманих з попередніх прикладів, і за винахід популярних методів машинного навчання. |
| 2012 | Лонні Томсон та Еллен Стоун Мослі-Томсон           | Науки про Землю та довкілля              | За колективне дослідження крижаних кернів з різних країн світу, які поліпшили розуміння історії клімату Землі, в тому числі ролі тропіків в глобальній зміні клімату. |
| 2012 | Шон Б. Керролл                                     | Біологія                                 | За розробку та підтвердження гіпотези, що різноманіття тваринного життя є значною мірою результатом різних способів взаємовпливу незмінного набору генів, а не мутації самих генів. |
| 2012 | Джеррі Нельсон (астроном)                          | Електротехніка                           | За піонерський внесок у розробку сегментних дзеркальних телескопів. |
| 2012 | Сюняєв Рашид Алійович                              | Фізика                                   | За монументальний внесок у розуміння раннього Всесвіту та властивостей чорних дір. |
| 2012 | Цві Хашин                                          | Машинобудування та матеріалознавство     | За новаторський внесок у точний аналіз композитних матеріалів, що дозволило створювати легкі практичні інженерні конструкції, які сьогодні звично використовують в аерокосмічній, морській, автомобільній та цивільній інфраструктурі. |
| 2013 | Вільям Лабов                                       | Комп'ютерні та когнітивні науки          | За встановлення когнітивної основи мовного різноманіття, ретельний аналіз лінгвістичних даних, і за вивчення нестандартних діалектів, що мало значні соціальні та культурні наслідки. |
| 2013 | Роберт Бернер                                      | Науки про Землю та довкілля              | За поглиблення нашого розуміння будови Землі шляхом проведення досліджень в області хімії геологічних процесів та їх вплив на атмосферу та океани. |
| 2013 | Рудольф Дженіш                                     | Біологія                                 | За виявлення спадкового контролю експресії генів, яка не залежить від інформації про послідовність ДНК. Ці механізми впливають на звичний розвиток захворювань таких як рак, і передбачають нові перспективні методи лікування. |
| 2013 | Джеральд Мейнвалд                                  | Хімія                                    | За новаторську роботу, яка стала основою галузі хімічної екології. За фундаментальні дослідження дії хімічних речовин як репелентів та атрактантів на організми, та використання цих хімічних речовин у біомедицині, сільському та лісовому господарстві, побуті. |
| 2013 | Александер Далгарно                                | Фізика                                   | За фундаментальний внесок у розвиток галузі молекулярної астрофізики, що призвело до кращого розуміння поняття міжзоряного простору, в тому числі гігантських молекулярних хмар, які є місцем народження зірок і планет. |
| 2013 | Субра Суреш                                        | Машинобудування та матеріалознавство     | За видатний внесок у наше розуміння механічних властивостей матеріалів починаючи від великих конструкцій аж до атомного рівня. Це дослідження також показало, як деформація біологічних клітин може бути пов'язана із захворюванням людини. |
| 2014 | Ліза Токс                                          | Науки про Землю та довкілля              | За розвиток експериментальних методів і теоретичних моделей, що забезпечують чіткіше розуміння поведінки і зміни в інтенсивності магнітного поля Землі протягом геологічного часу. |
| 2014 | Йоахім Франк                                       | Біологія                                 | За розвиток кріоелектронної мікроскопії, за використання цієї технології для дослідження з високою роздільною здатністю структури великих органічних молекул, а також за відкриття, що стосуються механізму синтезу білків в клітинах. |
| 2014 | Крістофер Волш                                     | Хімія                                    | За низку досліджень на стику хімії, біології та медицини, які спричинили революцію у розвитку антибіотиків для лікування різних захворювань і стали основою для нової галузі хімічної біології. |
| 2014 | Даніель Клеппнер                                   | Фізика                                   | За новаторський внесок у відкриттях нових квантових явищ, пов'язаних із взаємодією атомів з електромагнітними полями і поведінкою атомів у наднизьких температурах. |
| 2014 | Алі Нейфе                                          | Машинобудування та матеріалознавство     | За розвиток нових методів моделювання складних технічних систем в таких галузях як структурна динаміка, акустика, гідроаеромеханіка та електромеханічні системи. |
| 2014 | Шунічі Івасакі і Марк Крайдер                      | Електротехніка                           | За розробку та реалізацію системи перпендикулярного магнітного запису, що дозволило значно збільшити ємності пам'яті носіїв інформації. |
| 2015 | Елісса Л. Ньюпорт                                  | Комп'ютерні та когнітивні науки          | Оригінальний текст (англ.) [For her contributions to understanding the nature of human language, including the acquisition of spoken and visual language in both typically developing children and those developing in atypical environments; to characterizing critical periods for language learning; and to improving methods for language recovery after damage to the brain.] Помилка: [undefined] Помилка: {{Lang}}: немає тексту (допомога): не вказано код мови (допомога) |
| 2015 | Roger F. Harrington                                | Електротехніка                           | Оригінальний текст (англ.) [For pioneering an electromagnetic modeling method for accurate simulation, design, and optimization of radio wave antennas and devices, enabling advances in communications, radar imaging, and target recognition.] Помилка: [undefined] Помилка: {{Lang}}: немає тексту (допомога): не вказано код мови (допомога) |
| 2015 | Стівен Ліппард                                     | Хімія                                    | Оригінальний текст (англ.) [For his pioneering research on the role of metal atoms in biology and medicine, including the study of platinum anticancer drugs and of the structure and function of an enzyme that allows microbes to live on natural gas.] Помилка: [undefined] Помилка: {{Lang}}: немає тексту (допомога): не вказано код мови (допомога) |
| 2015 | Чарльз Кейн Юджин Дж Меле Чжан Шоучен              | Фізика                                   | Оригінальний текст (англ.) [For their groundbreaking theoretical contributions leading to the discovery of a new class of materials called topological insulators, and for their prediction of specific compounds exhibiting the novel properties expected of these new materials.] Помилка: [undefined] Помилка: {{Lang}}: немає тексту (допомога): не вказано код мови (допомога) |
| 2015 | Корнелія Баргманн                                  | Біологія                                 | Оригінальний текст (англ.) [For her contributions to neurobiology that have led to major discoveries elucidating the relationship between genes, neurons, neural circuits, and behavior.] Помилка: [undefined] Помилка: {{Lang}}: немає тексту (допомога): не вказано код мови (допомога) |
| 2015 | Сюкуро Манабе                                      | Науки про Землю та довкілля              | Оригінальний текст (англ.) [For his pioneering research on the sensitivity of Earth’s climate to increasing carbon dioxide in the atmosphere and his development of global climate models, which have led to fundamental advances in the understanding of climate variability and to methods for predicting future climate change.] Помилка: [undefined] Помилка: {{Lang}}: немає тексту (допомога): не вказано код мови (допомога) |
| 2016 | Єль Патт                                           | Комп'ютерні та когнітивні науки          | Оригінальний текст (англ.) [For his pioneering contributions to the design of modern microprocessors that achieve higher performance by automatically identifying computer instructions that can be performed simultaneously.] Помилка: [undefined] Помилка: {{Lang}}: немає тексту (допомога): не вказано код мови (допомога) |
| 2016 | Соломон Ґоломб                                     | Електротехніка                           | Оригінальний текст (англ.) [For pioneering work in space communications and the design of digital spread spectrum signals, transmissions that provide security, interference suppression, and precise location for cryptography; missile guidance; defense, space, and cellular communications; radar; sonar; and GPS.] Помилка: [undefined] Помилка: {{Lang}}: немає тексту (допомога): не вказано код мови (допомога) |
| 2016 | Надріан Сімен                                      | Хімія                                    | Оригінальний текст (англ.) [For his conceptualization and demonstration that DNA can be used as a construction material that can spontaneously form sub-microscopic structures of diverse shapes and functions, with potential applications in disease treatment, mechanics, and computation.] Помилка: [undefined] Помилка: {{Lang}}: немає тексту (допомога): не вказано код мови (допомога) |
| 2016 | Шу Цянь                                            | Машинобудування та матеріалознавство     | Оригінальний текст (англ.) [For contributions to the understanding of the physics of blood flow and for applying this knowledge to better diagnose cardiovascular disease.] Помилка: [undefined] Помилка: {{Lang}}: немає тексту (допомога): не вказано код мови (допомога) |
| 2016 | Роберт Ленджер                                     | Біологія                                 | Оригінальний текст (англ.) [For his design and implementation of multiple innovative drug delivery systems, and for his founding work in the field of tissue engineering. As a serial entrepreneur, Dr. Langer established a new paradigm for translating academic ideas into practical products.] Помилка: [undefined] Помилка: {{Lang}}: немає тексту (допомога): не вказано код мови (допомога) |
| 2016 | Брайан Атуотер                                     | Науки про Землю та довкілля              | Оригінальний текст (англ.) [For his pioneering studies of coastal sedimentary records, which revealed a history of great earthquakes and tsunamis in the Pacific Northwest over millennia and led to a vastly improved understanding of these hazards globally.] Помилка: [undefined] Помилка: {{Lang}}: немає тексту (допомога): не вказано код мови (допомога) |
| 2017 | Кшиштоф Матяшевський Міцуо Савамото                | Хімія                                    | Оригінальний текст (англ.) [For their seminal contributions to the development of a new polymerization process involving metal catalysts. This powerful process affords unprecedented control of polymer composition and architecture, making possible new materials including improved composites, coatings, dispersants, and biomedical polymers.] Помилка: [undefined] Помилка: {{Lang}}: немає тексту (допомога): не вказано код мови (допомога) |
| 2017 | Майкл Познер                                       | Комп'ютерні та когнітивні науки          | Оригінальний текст (англ.) [For his central role in establishing the fields of cognitive science and cognitive neuroscience, thus increasing understanding of the human mind and brain through the pioneering use of reaction times and brain imaging in rigorous analyses to characterize attention, individual differences in attention, and both typical and atypical attentional development.] Помилка: [undefined] Помилка: {{Lang}}: немає тексту (допомога): не вказано код мови (допомога) |
| 2017 | Нік Голоняк                                        | Електротехніка                           | Оригінальний текст (англ.) [For the development of the first visible (red) laser and LED used in displays and lighting, and the use of various alloys in colored light sources, which led to reduced energy consumption worldwide and contributed to the realization of optical data communications as the backbone of the Internet.] Помилка: [undefined] Помилка: {{Lang}}: немає тексту (допомога): не вказано код мови (допомога) |
| 2017 | Дуглас Воллес                                      | Біологія                                 | Оригінальний текст (англ.) [For demonstrating the maternal inheritance of mitochondrial DNA (mtDNA) in humans, using mtDNA variation to reconstruct ancient human migrations, identifying the first mtDNA mutation associated with an inherited disease, and showing that mutant mtDNA can profoundly affect the nuclear genome, causing complex diseases, thereby leading the way to therapies for those diseases and the aging process.] Помилка: [undefined] Помилка: {{Lang}}: немає тексту (допомога): не вказано код мови (допомога) |
| 2017 | Мілдред Дресселгауз                                | Машинобудування та матеріалознавство     | Оригінальний текст (англ.) [For her fundamental contributions to the understanding and exploitation of carbon nanomaterials, such as the spheres known as buckminsterfullerenes, the cylindrical pipes called nanotubes, and the single-atom-thick sheets of carbon known as graphene, and for launching the field of low-dimensional thermoelectricity, the direct conversion of heat to electricity.] Помилка: [undefined] Помилка: {{Lang}}: немає тексту (допомога): не вказано код мови (допомога) |
| 2017 | Марвін Коен                                        | Фізика                                   | Оригінальний текст (англ.) [For making possible atomic-scale calculations of the properties of materials so detailed that new materials and their mechanical, thermal, electrical, and optical properties can be predicted in agreement with experiments.] Помилка: [undefined] Помилка: {{Lang}}: немає тексту (допомога): не вказано код мови (допомога) |
| 2018 | Джон Гуденаф                                       | Хімія                                    | Оригінальний текст (англ.) [For his development of the first practical, rechargeable lithium-ion battery cathode material, lithium cobalt oxide, which has revolutionized lightweight, portable electric power.] Помилка: [undefined] Помилка: {{Lang}}: немає тексту (допомога): не вказано код мови (допомога) |
| 2018 | Вінтон Серф Роберт Елліот Кан                      | Комп'ютерні та когнітивні науки          | Оригінальний текст (англ.) [for enabling the Internet by developing TCP/IP, the set of methods that allows effective communication between millions of computer networks.] Помилка: [undefined] Помилка: {{Lang}}: немає тексту (допомога): не вказано код мови (допомога) |
| 2018 | Сьюзен Трамбор                                     | Науки про Землю та довкілля              | Оригінальний текст (англ.) [For her pioneering use of radiocarbon measurements in forests and soils to assess the flow of carbon between the biosphere and atmosphere, with implications for the understanding of future climate change.] Помилка: [undefined] Помилка: {{Lang}}: немає тексту (допомога): не вказано код мови (допомога) |
| 2018 | Маніже Разегі                                      | Електротехніка                           | Оригінальний текст (англ.) [For the realization of high-power terahertz frequency sources operating at room temperature using specially designed and manufactured semiconductor lasers, which enables a new generation of imagers, chemical/biological sensors, and ultra-broadband wireless communication systems.] Помилка: [undefined] Помилка: {{Lang}}: немає тексту (допомога): не вказано код мови (допомога) |
| 2018 | Адріан Бежан                                       | Машинобудування та матеріалознавство     | Оригінальний текст (англ.) [For his pioneering interdisciplinary contributions in thermodynamics and convection heat transfer that have improved the performance of engineering systems, and for constructal theory, which predicts natural design and its evolution in engineering, scientific, and social systems.] Помилка: [undefined] Помилка: {{Lang}}: немає тексту (допомога): не вказано код мови (допомога) |
| 2018 | Гелен Квінн                                        | Фізика                                   | Оригінальний текст (англ.) [For her pioneering contributions to the long-term quest for a unified theory of the strong, weak, and electromagnetic interactions of fundamental particles.] Помилка: [undefined] Помилка: {{Lang}}: немає тексту (допомога): не вказано код мови (допомога) |
| 2019 | Джон Гопфілд                                       | Фізика                                   | За застосування концепцій теоретичної фізики для надання нового розуміння важливих біологічних питань у різноманітних сферах, включаючи нейронауку та генетику, що має значний вплив на машинне навчання, область інформатики Оригінальний текст (англ.) [For applying concepts of theoretical physics to provide new insights on important biological questions in a variety of areas, including neuroscience and genetics, with significant impact on machine learning, an area of computer science.] Помилка: [undefined] Помилка: {{Lang}}: немає тексту (допомога): не вказано код мови (допомога) |
| 2019 | Джон Роджерс                                       | Машинобудування та матеріалознавство     | За новаторство в розробці гнучких і розтяжних електронних систем для електронної охорони здоров'я та дослідницької нейронауки Оригінальний текст (англ.) [For pioneering the engineering of flexible and stretchable electronic systems for e-health and exploratory neuroscience.] Помилка: [undefined] Помилка: {{Lang}}: немає тексту (допомога): не вказано код мови (допомога) |
| 2019 | Джеймс Еллісон                                     | Наука про життя                          | За подальше розуміння імунної системи організму, а також за задум і розробку нового терапевтичного підходу, який використовує імунну систему для успішного лікування раку Оригінальний текст (англ.) [For furthering our understanding of the body's immune system, and for conceiving and developing a new therapeutic approach that uses the immune system to successfully treat cancer.] Помилка: [undefined] Помилка: {{Lang}}: немає тексту (допомога): не вказано код мови (допомога) |
| 2019 | Елі Яблоновіч                                      | Електротехніка                           | За широко використовувані наукові вдосконалення радіо- та світлових технологій у бездротовому зв'язку та застосуванні сонячної енергії Оригінальний текст (англ.) [For widely-used scientific improvements to radio- and light-based technologies in wireless communications and solar energy applications.] Помилка: [undefined] Помилка: {{Lang}}: немає тексту (допомога): не вказано код мови (допомога) |
| 2019 | Джин Лікенс                                        | Науки про Землю та довкілля              | За його піонерські довгострокові дослідження екосистем лісів, струмків і озер, а також за його зусилля з інформування громадськості та уряду США про кислотні дощі та інші екологічні проблеми Оригінальний текст (англ.) [For his pioneering long-term studies of forest, stream, and lake ecosystems, and for his efforts to educate the public and the U.S. government about acid rain and other environmental issues.] Помилка: [undefined] Помилка: {{Lang}}: немає тексту (допомога): не вказано код мови (допомога) |
| 2019 | Марсія Джонсон                                     | Комп'ютерні та когнітивні науки          | За розробки інноваційних моделей людської пам'яті, що знайшли застосування у психології, науці про мозок і людський розвиток а також у нашому розумінні гнучкості пам'яті в умовах реального світу Оригінальний текст (англ.) [For developing innovative models of human memory with applications in psychology, brain science, human development, and our understanding of the malleability of memory in real-world settings.] Помилка: [undefined] Помилка: {{Lang}}: немає тексту (допомога): не вказано код мови (допомога) |
| 2021 | Роберто Кар Мікеле Паррінелло                      | Хімія                                    | За винахід ефективного обчислювального методу, який відображає взаємодію великої кількості атомів у русі за допомогою квантової механіки, підхід, який зараз використовується для опису та проектування різноманітних хімічних речовин і матеріалів, а також для розуміння біологічних систем Оригінальний текст (англ.) [For inventing an efficient computational method that maps the interactions of large numbers of atoms in motion using quantum mechanics, an approach now used to describe and design diverse chemicals and materials, as well as to understand biological systems.] Помилка: [undefined] Помилка: {{Lang}}: немає тексту (допомога): не вказано код мови (допомога)                  |
| 2021 | Henry C. Kapteyn Маргарет Марнейн                  | Фізика                                   | За їхні піонерські інновації, які зробили джерела рентгенівського випромінювання високої інтенсивності практичними та широко доступними для дослідження широкого спектру фізичних процесів, у тому числі хімічних реакцій, у масштабі квадрильйонної частки секунди Оригінальний текст (англ.) [For their pioneering innovations that have made high-intensity sources of x-rays practical and widely available for the study of a broad range of physical processes, including chemical reactions, at the quadrillionth-of-a-second time scale.] Помилка: [undefined] Помилка: {{Lang}}: немає тексту (допомога): не вказано код мови (допомога)                                                             |
| 2021 | Джеремі Натанс                                     | Наука про життя                          | За його новаторські дослідження генетики зорової системи, включаючи ідентифікацію ключових генів, залучених до розвитку очей, очних захворювань і кольорового бачення Оригінальний текст (англ.) [For his groundbreaking research on the genetics of the visual system, including the identification of key genes involved in eye development, eye diseases, and color vision.] Помилка: [undefined] Помилка: {{Lang}}: немає тексту (допомога): не вказано код мови (допомога) |
| 2021 | Деніел Моте                                        | Інженерна механіка                       | За його видатний внесок, завдяки застосуванню теорії, аналізу та винахідницьких експериментів, у розуміння динаміки практичних систем, таких як пили, лижі та конвеєрні стрічки, тим самим підвищуючи їх безпеку, ефективність та економічність Оригінальний текст (англ.) [For his outstanding contributions, through application of theory, analysis, and inventive experimentation, to the understanding of the dynamics of practical systems such as saws, skis, and conveyor belts, thereby increasing their safety, efficiency, and economy.] Помилка: [undefined] Помилка: {{Lang}}: немає тексту (допомога): не вказано код мови (допомога)                                                           |
| 2021 | Моніка Тернер                                      | Науки про Землю та довкілля              | За її внесок у наше розуміння того, як зміни у великомасштабних моделях, пов’язаних із природними процесами, такими як лісові пожежі, та людською діяльністю, такою як урбанізація, можуть вплинути не лише на екологічні системи, але й на соціальний та економічний добробут суспільства Оригінальний текст (англ.) [For her contributions to our understanding of how changes in large-scale patterns associated with natural processes, such as forest fires, and human activities, such as urbanization, can affect not only ecological systems but also the social and economic well-being of society.] Помилка: [undefined] Помилка: {{Lang}}: немає тексту (допомога): не вказано код мови (допомога) |
| 2021 | Барбара Парті                                      | Комп'ютерні та когнітивні науки          | За її основоположний внесок, який синтезує ідеї з лінгвістики, філософії, логіки та психології, щоб зрозуміти, як слова та речення поєднуються, щоб виразити значення людською мовою Оригінальний текст (англ.) [For her foundational contributions that synthesize insights from linguistics, philosophy, logic, and psychology to understand how words and sentences combine to express meaning in human language.] Помилка: [undefined] Помилка: {{Lang}}: немає тексту (допомога): не вказано код мови (допомога) |
| 2022 | Селлі Чисголм                                      | Науки про Землю та довкілля              | За її провідну роль у відкритті Prochlorococcus, морського мікроорганізму, який є найпоширенішим фотосинтетичним організмом із відомих, а також за її піонерські дослідження, що вивчають роль Prochlorococcus та інших океанічних мікробів у глобальних хімічних циклах і кліматі Землі Оригінальний текст (англ.) [For her leading role in the discovery of Prochlorococcus, a marine microorganism that is the most abundant photosynthetic organism known, and for her pioneering studies exploring the role of Prochlorococcus and other ocean microbes in global chemical cycles and Earth’s climate] Помилка: [undefined] Помилка: {{Lang}}: немає тексту (допомога): не вказано код мови (допомога)   |
| 2022 | Шелдон Вайнбаум                                    | Біомедична інженерія                     | За основоположний внесок у наше розуміння теплового потоку між артеріями, венами та капілярами в тілі, розширення наших знань про серцево-судинні захворювання та сприяння рятувальним технологіям Оригінальний текст (англ.) [For foundational contributions to our understanding of heat flow among arteries, veins, and capillaries in the body, increasing our knowledge of cardiovascular disease and leading to life-saving technologies.] Помилка: [undefined] Помилка: {{Lang}}: немає тексту (допомога): не вказано код мови (допомога) |
| 2022 | Керол Робінсон                                     | Хімія                                    | За розроблення методів аналізу взаємодії біологічних молекул, таких як білки та ліпіди, таким чином з’ясовуючи їхні біологічні функції та допомагаючи у фармацевтичних відкриттях Оригінальний текст (англ.) [For developing techniques for analyzing interactions of biological molecules such as proteins and lipids, thus elucidating their biological functions and assisting in pharmaceutical discovery.] Помилка: [undefined] Помилка: {{Lang}}: немає тексту (допомога): не вказано код мови (допомога) |
| 2022 | Рассел Дюпуї P. Daniel Dapkus                      | Електротехніка                           | За новаторську технологію, яка забезпечує якість матеріалів і надточність, необхідну для багатьох компонентів пристроїв, які є ключовими для сучасного життя, включаючи світлодіоди, транзистори, лазери та високоефективні сонячні елементи Оригінальний текст (англ.) [For pioneering the technology that provides the materials quality and ultra-precision required for many device components central to modern life, including LEDs, transistors, lasers, and high-performance solar cells.] Помилка: [undefined] Помилка: {{Lang}}: немає тексту (допомога): не вказано код мови (допомога) |
| 2022 | Каталін Каріко Дрю Вайсман                         | Наука про життя                          | За фундаментальні дослідження, що дозволяють використовувати мРНК як безпечну, ефективну та рятівну платформу вакцини для профілактики інфекційних захворювань, у тому числі COVID-19 Оригінальний текст (англ.) [For fundamental research enabling the use of mRNA as a safe, effective, and life-saving vaccine platform for the prevention of infectious disease, including COVID-19.] Помилка: [undefined] Помилка: {{Lang}}: немає тексту (допомога): не вказано код мови (допомога) |
| 2022 | Едвард Керролл Стоун                               | Фізика                                   | За керівництво програмою НАСА «Вояджер» у дослідженні оточення Юпітера, Сатурна, Урана та Нептуна та за його бачення продовження місії під час 40-річної подорожі за межі нашої Сонячної системи для передачі інформації з міжзоряного простору Оригінальний текст (англ.) [For leading NASA’s Voyager program in its exploration of the environments of Jupiter, Saturn, Uranus, and Neptune and for his vision to continue the mission on a 40-year journey beyond our solar system to transmit back information from interstellar space.] Помилка: [undefined] Помилка: {{Lang}}: немає тексту (допомога): не вказано код мови (допомога)                                                                  |
| 2023 | Річард Лоуренс Едвардс                             | Науки про Землю та довкілля              | За фундаментальний прогрес у високоточних методах датування геологічних записів зміни клімату, що веде до більш детального розуміння кліматичної системи Землі за останні мільйони років Оригінальний текст (англ.) [For fundamental advances in high-precision methods for dating geologic records of climate change, leading to a more detailed understanding of the earth’s climate system over the past million years.] Помилка: [undefined] Помилка: {{Lang}}: немає тексту (допомога): не вказано код мови (допомога) |
| 2023 | Надер Енгета                                       | Електротехніка                           | За трансформаційні інновації в інженерних нових матеріалах, які безпрецедентно взаємодіють з електромагнітними хвилями, із широким застосуванням у надшвидких обчисленнях і комунікаційних технологіях Оригінальний текст (англ.) [For transformative innovations in engineering novel materials that interact with electromagnetic waves in unprecedented ways, with broad applications in ultrafast computing and communication technologies.] Помилка: [undefined] Помилка: {{Lang}}: немає тексту (допомога): не вказано код мови (допомога) |
| 2023 | Елейн Фукс                                         | Наука про життя                          | За з'ясування генетики шкірних захворювань і механізмів, які керують оновленням шкіри, що дає зрозуміти старіння, запалення та раку Оригінальний текст (англ.) [For elucidating the genetics of skin diseases and mechanisms that guide skin renewal, yielding insights into aging, inflammation, and cancer.] Помилка: [undefined] Помилка: {{Lang}}: немає тексту (допомога): не вказано код мови (допомога) |
| 2023 | Філіп Кім                                          | Фізика                                   | За піонерські відкриття в новій науці про матеріали, що складаються з шарів товщиною в один атом, відкриваючи двері для широкого спектру нових технологій Оригінальний текст (англ.) [For pioneering discoveries in the new science of materials composed of single-atom-thick layers, opening the door to a vast array of new technologies] Помилка: [undefined] Помилка: {{Lang}}: немає тексту (допомога): не вказано код мови (допомога) |
| 2023 | Барбара Лісков                                     | Комп'ютерні та когнітивні науки          | За фундаментальний внесок у розробки мов і методології комп'ютерного програмування, що дозволяє реалізувати надійні багаторазові програми Оригінальний текст (англ.) [For seminal contributions to computer programming languages and methodology, enabling the implementation of reliable, reusable programs.] Помилка: [undefined] Помилка: {{Lang}}: немає тексту (допомога): не вказано код мови (допомога) |
| 2023 | Моніка Шлеєр-Сміт                                  | Фізика                                   | За новаторські дослідження з'ясування фундаментальних властивостей матерії та енергії за допомогою ультрахолодних атомів та їх взаємодії зі світлом Оригінальний текст (англ.) [For groundbreaking research elucidating fundamental properties of matter and energy by using ultracold atoms and their interactions with light.] Помилка: [undefined] Помилка: {{Lang}}: немає тексту (допомога): не вказано код мови (допомога) |
| 2023 | Річард Зейр                                        | Хімія                                    | За фундаментальні дослідження динаміки хімічних реакцій, включаючи розробку методів спостереження за молекулами під час їх реакції Оригінальний текст (англ.) [For fundamental studies of the dynamics of chemical reactions, including the development of techniques to observe molecules as they react.] Помилка: [undefined] Помилка: {{Lang}}: немає тексту (допомога): не вказано код мови (допомога) |